# 2015년 세계 유소년 태권도 선수권 대회
′′′2015년 세계 유소년 태권도 선수권 대회′′′는 횟수로 2회째로 개최되는 세계 유소년 태권도 선수권 대회이다. 대한민국 무주군에 위치한 태권도원에서 2015년 8월 23일에서 8월 26일까지 경기를 진행한다. 70개국 1000여명의 선수,임원이 참가한다.
틀:세계 유소년 태권도 선수권 대회